# Плодородненська сільська рада
| Плодородненська сільська рада — колишній орган місцевого самоврядування у Михайлівському районі Запорізької області з адміністративним центром у с. Плодородне. Сільській раді підпорядковані населені пункти: - с. Плодородне - с. Братське - с. Зразкове - с. Показне - с. Радісне |

## Склад ради
Рада складається з 20 депутатів та голови.

## Керівний склад сільської ради
| ПІБ                        | Основні відомості                                            | Дата обрання | Дата звільнення |
| -------------------------- | ------------------------------------------------------------ | ------------ | --------------- |
| Ковальова Алла Анатоліївна | Сільський голова, 1962 року народження, освіта, позапартійна | 26.03.2006   | 31.10.2010      |
| Олійник Юрій Олександрович | Сільський голова, 1974 року народження, освіта вища          | 31.10.2010   |                 |

Примітка: таблиця складена за даними джерела